# Brunsbüttel
Brunsbüttel (in basso-tedesco Bruunsbüddel) è una città di 12 381 abitanti dello Schleswig-Holstein, in Germania.
Appartiene al circondario (Kreis) del Dithmarschen (targa HEI).
Nei pressi della città si trova il punto di imbocco occidentale del canale di Kiel.